# Richard Lucas
Richard Saville Clement Lucas (27. juli 1896 - 29. maj 1968) var en britisk roer.
Lucas vandt en sølvmedalje ved OL 1920 i Antwerpen, som del af den britiske otter, der desuden bestod af John Campbell, Ewart Horsfall, Sebastian Earl, Sidney Swann, Walter James, Guy Oliver Nickalls, Ralph Shove og styrmand Robin Johnstone. I en tæt finale blev briterne besejret med bare 0,8 sekunder af guldvinderne fra USA, mens Norge vandt bronze.
Lucas var studerende ved University of Oxford, og var i 1921 med i båden i det traditionsrige Boat Race på Themsen.

## OL-medaljer
- 1920:  Sølv i otter